# Карманово (присілок, Янаульський район)
Карма́ново (рос. Карманово, башк. Ҡарман) — присілок (у минулому селище) у складі Янаульського району Башкортостану, Росія. Входить до складу Кармановської сільської ради.
Населення — 207 осіб (2010; 215 у 2002).
Національний склад:
- башкири — 55 %